# NGC 1237
NGC 1237 је двојна звезда у сазвежђу Еридан која се налази на NGC листи објеката дубоког неба.
Деклинација објекта је - 8° 41' 31" а ректасцензија 3h 10m 8,9s. Привидна величина (магнитуда) објекта NGC 1237 износи 14,7.